# Jenaro de Urrutia Olaran
Jenaro de Urrutia Olarán (Plencia, Vizcaya, 1893 - Bilbao, 2 de enero de 1965), fue un pintor español, uno de los fundadores de la Asociación de Artistas Vascos, que presidió entre 1926 y 1929. Destacó como muralista, paisajista y costumbrista. 

## Biografía
Alumno en Bilbao de la Escuela de Artes y Oficios, y cuatro años en París y Roma como pensionado de la Diputación de Vizcaya durante 4 años. Al inicio de la guerra civil española participó, como gran parte de los artistas que todavía permanecían en Bilbao, en la decoración de la Casa del Huérfano del Miliciano, según proyecto de Isidoro Guinea. Se le ha encuadrado dentro de la línea "italianizante" de Aurelio Arteta, como se observa en los murales pintados para la iglesia de San José de Baracaldo, la del Buen Pastor de Luchana-Baracaldo y para el santuario de Santa Marina de Bilbao, en su mayor parte posteriores a la contienda. 
Pintor de naturalezas muertas, en especial floreros, y de paisajes marineros de puertos vascongados como los de Ondarroa, Motrico o Lequeitio, aunque también dejó vistas de la Vizcaya interior y de la Rioja Alavesa. Su obra más representativa fueron quizá sus Bañistas con influencia clara de Renoir y Cezanne, y las escenas de costumbres (Barrenadores de Bizkaia, El amaiketako, Mujeres del campo, Gazkeak landean).
De su faceta como dibujante puede destacarse la serie expuesta en la Asociación de Artistas Vascos en 1934 de sus apuntes de viaje por el Marruecos español. Como portadista e ilustrador de libros quedan ejemplos en Virulo (1924) de Ramón de Basterra o en Vida y paisaje de Bilbao (1926) de Juan Antonio de Zunzunegui. Tiene obra en el Museo de Bellas Artes de Bilbao y en el Museo de Bellas Artes de Álava.